# Stary Testament

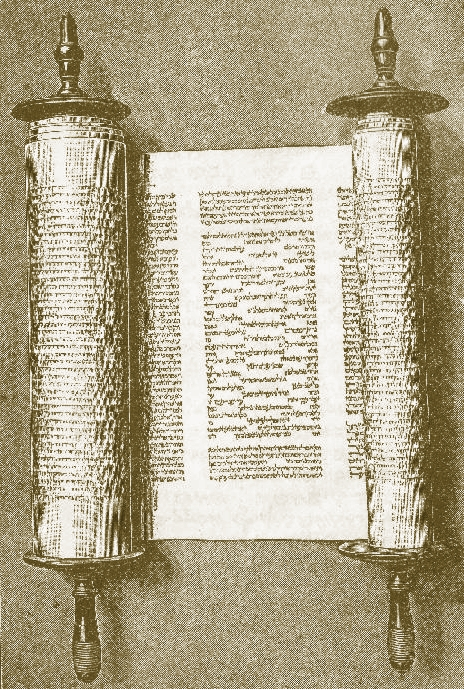
Zwój Tory w języku hebrajskim

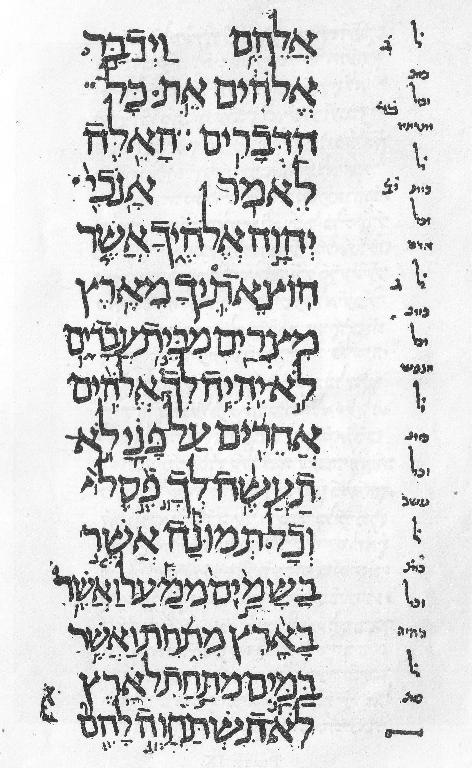
Fragment hebrajskiego tekstu Księgi Wyjścia rozdz. 20 (Dziesięć Przykazań) – Codex Orientales 4445

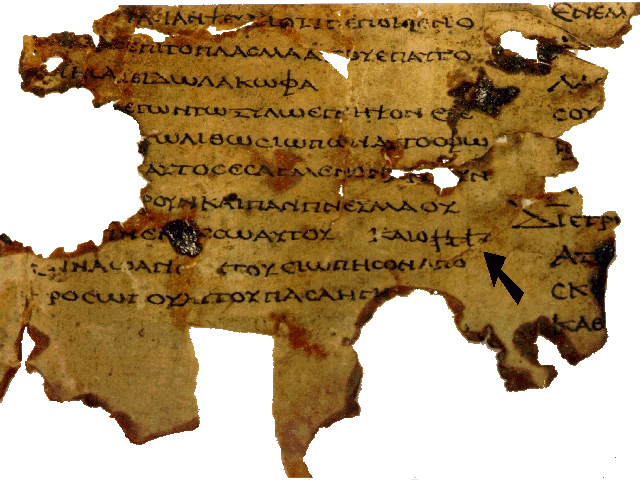
Starożytny fragment manuskryptu Septuaginty oznaczany jako LXX^{VTS 10a} (zwój Proroków mniejszych) ok. I w. p.n.e.

Stary Testament – starsza część Biblii, przyjęta przez chrześcijaństwo. Żydowska (a za nią protestancka) wersja obejmuje 39 ksiąg (w judaizmie liczone jako 24; spisane głównie w języku hebrajskim), katolicka zawiera 46, a prawosławna w sumie 49-51 (księgi hebrajskie i greckie z Septuaginty).
Stary Testament razem z Nowym Testamentem tworzą Pismo Święte – Biblię.

## Historia Starego Testamentu
Stary Testament powstawał w ciągu wielu wieków, najstarszym tekstem w nim zawartym jest Pieśń Debory z Księgi Sędziów, spisana w XII w. p.n.e. Cały kanon Starego Testamentu został ustalony pod koniec I w. n.e. Znanych jest kilka teorii co do wyboru ksiąg kanonicznych – uważa się np., że do kanonu weszły tylko te teksty, w których powstaniu dopatrywano się interwencji (natchnienia) Boga. Długotrwały proces formowania kanonu ST rozpoczął się w 622 p.n.e., kiedy król Jozjasz wprowadził reformę religijną.
Stary Testament był już w starożytności tłumaczony na języki: aramejski (Targum), samarytański (Pentateuch samarytański) i grekę. Najstarsze greckie tłumaczenie to Septuaginta, zostało ono zapoczątkowane w Aleksandrii w połowie III w. p.n.e. i miało być stworzone dla istniejącej tam gminy żydowskiej. Według legendy przekładu dokonano na polecenie faraona Ptolemeusza II Filadelfosa, który chciał zapoznać się z prawem żydowskim. Na rozkaz kapłana Eleazara 70 mędrców żydowskich przetłumaczyło księgi w ciągu 70 dni. W rzeczywistości przekład kolejnych ksiąg trwał ponad 100 lat.

## Kanon żydowski
Istnieje wiele opinii na temat momentu ostatecznego ukształtowania się kanonu hebrajskiego. Przyjmuje się, że nastąpiło to pomiędzy II w. p.n.e. a II w. n.e. Po ustaleniu kanonu hebrajskiego działalność rozpoczęli Masoreci, którzy bardzo dokładnie kopiowali księgi – dzięki temu dysponujemy dzisiaj hebrajskimi tekstami, które są identyczne z tymi, których używano w czasach Chrystusa. Tanach został napisany głównie w biblijnym hebrajskim, a niektóre części (zwłaszcza Księga Daniela i Księga Ezdrasza) w biblijnym aramejskim.
Prawo – Torah (Pięcioksiąg Mojżesza)
1.   Księga Rodzaju – Bereszit („Na początku”)
2.   Księga Wyjścia – Szemot („Imiona”)
3.   Księga Kapłańska – Wajjikra („I zawołał”)
4.   Księga Liczb – Bemidmar („Na pustyni”) a. Wajedabber („I mówił”)
5.   Księga Powtórzonego Prawa – Dewarim („Słowa”)
Prorocy – Newiim
6.   Księga Jozuego – Jehoszua
7.   Księga Sędziów – Szoftim
8.   1-2 Księgi Samuela – Szemuel
9.   1-2 Księgi Królów – Melachim
10.  Księga Izajasza – Jeszajahu
11.  Księga Jeremiasza – Jiremijahu
12.  Księga Ezechiela – Jichzekel
13.  Dwunastu Proroków Mniejszych – Trej Asar (תרי עשר)
Księga Ozeasza
Księga Joela
Księga Amosa
Księga Abdiasza
Księga Jonasza
Księga Micheasza
Księga Nahuma
Księga Habakuka
Księga Sofoniasza
Księga Aggeusza
Księga Zachariasza
Księga Malachiasza
Pisma – Ketuwim
14.  Księga Psalmów – Tehilim
15.  Księga Przysłów – Miszlei
16.  Księga Hioba – Ijow
17.  Pieśń nad Pieśniami – Szir Haszirim
18.  Księga Rut – Rut
19.  Lamentacje Jeremiasza – Eika
20.  Księga Koheleta – Kohelet
21.  Księga Estery – Ester
22.  Księga Daniela – Daniel
23.  Księgi Ezdrasza i Nehemiasza – Ezra wuNechemia
24.  1-2 Księgi Kronik – Diwrej Hajamim

## Kanony chrześcijańskie
Chrześcijanie bardzo długo nie mieli ustalonego kanonu Starego Testamentu, gdyż uważali go za odziedziczony po judaizmie i przezeń skompletowany. Ponadto – inaczej niż żydzi – tradycyjnie dzielili księgi Biblii na historyczne, dydaktyczne i prorockie.
W V wieku n.e. powstała Wulgata, przekład Starego Testamentu z hebrajskiego i greki (oraz Nowego Testamentu z greki) na łacinę, dokonany przez Hieronima, który za źródło przyjął hebrajskie oryginały pism, ale posiłkował się Septuagintą. Sam Hieronim nie uważał jednak ksiąg później nazwanych deuterokanonicznymi za część natchnionego kanonu.
Podobne opinie istniały wśród wielu chrześcijańskich uczonych i duchownych aż do XVI w.
Jednym z podających w wątpliwość wartość I Księgi Machabejskiej (ale nie pozostałych ksiąg deuterokanonicznych) był papież Grzegorz I („Moralia”, XIX.34-PL 76,119).
Wielu teologów chrześcijańskich przedstawiało bardzo różne koncepcje kanonu, jednak do rozłamu doszło dopiero w trakcie reformacji.

### Kanon katolicki
Kursywą zaznaczono księgi nieuznawane przez żydów i protestantów, tzw. deuterokanoniczne (wtórnokanoniczne).
Księgi historyczne
- Prawo – (Pięcioksiąg Mojżesza)

1.    Księga Rodzaju (Rdz) – Liber Genesis (Gen)
2.    Księga Wyjścia (Wj) – Liber Exodus (Ex)
3.    Księga Kapłańska (Kpł) – Liber Leviticus (Lev)
4.    Księga Liczb (Lb) – Liber Numeri (Nu)
5.    Księga Powtórzonego Prawa (Pwt) – Liber Deuteronomium (Deu)
- Pozostałe księgi historyczne

6.    Księga Jozuego (Joz) – Liber Iosue
7.    Księga Sędziów (Sdz) – Liber Iudicum
8.    Księga Rut (Rt) – Liber Ruth
9.    1 Księga Samuela (1Sm) – Liber I Samuelis
10.   2 Księga Samuela (2Sm) – Liber II Samuelis
11.   1 Księga Królewska (1Krl) – Liber I Regum
12.   2 Księga Królewska (2Krl) – Liber II Regum
13.   1 Księga Kronik (1Krn) – Liber I Paralipomenon
14.   2 Księga Kronik (2Krn) – Liber II Paralipomenon
15.   Księga Ezdrasza (Ezd) – Liber Esdrae
16.   Księga Nehemiasza (Ne) – Liber Nehemiae
17.   Księga Tobiasza (Tb) – Liber Thobis
18.   Księga Judyty (Jd) – Liber Iudith
19.   Księga Estery (Est) – Liber Esther
20.   1 Księga Machabejska (1Mch) – Liber I Maccabeorum
21.   2 Księga Machabejska (2Mch) – Liber II Maccabeorum
Księgi mądrościowe (dydaktyczne)
22.   Księga Hioba (Hi) – Liber Iob
23.   Księga Psalmów (Ps) – Liber Psalmorum
24.   Księga Przysłów (Prz) – Liber Proverbiorum
25.   Księga Koheleta (Koh) – Liber Ecclesiastes (Ecl)
26.   Pieśń nad pieśniami (Pnp) – Canticum Canticorum
27.   Księga Mądrości (Mdr) – Liber Sapientiae
28.   Mądrość Syracha (Syr) – Liber Ecclesiasticus
Księgi prorockie
- Prorocy więksi

29.   Księga Izajasza (Iz) – Liber Isaiae
30.   Księga Jeremiasza (Jer) – Liber Ieremiae
31.   Lamentacje Jeremiasza (Treny) (Lm) – Lamentationes (Threni)
32.   Księga Barucha (Ba) – Liber Baruch
33.   Księga Ezechiela (Ez) – Prophetia Ezechielis
34.   Księga Daniela (Dn) – Prophetia Danielis
- Prorocy mniejsi

35.   Księga Ozeasza (Oz) – Prophetia Osee
36.   Księga Joela (Jl) – Prophetia Ioel
37.   Księga Amosa (Am) – Prophetia Amos
38.   Księga Abdiasza (Ab) – Prophetia Abdiae
39.   Księga Jonasza (Jon) – Prophetia Ionae
40.   Księga Micheasza (Mi) – Prophetia Michaeae
41.   Księga Nahuma (Na) – Prophetia Nahum
42.   Księga Habakuka (Ha) – Prophetia Habacuc
43.   Księga Sofoniasza (So) – Prophetia Sophoniae
44.   Księga Aggeusza (Ag) – Prophetia Aggaei
45.   Księga Zachariasza (Za) – Prophetia Zachariae
46.   Księga Malachiasza (Ml) – Prophetia Malachiae

### Kanon Wschodniej Ortodoksji (Prawosławia) I Orientalnej Ortodoksji
Zawiera dodatkowo (w Septuagincie):
- 2 Księga Ezdrasza
- 3 Księga Machabejska
- 4 Księga Machabejska (przez Cerkiew gruzinską uznawana za natchnioną, przez pozostałe autokefaliczne cerkwie jako pozakanoniczny apokryf, ale dozwolony w lekturze – księga o charakterze dydaktyczno-mądrościowym)
- Modlitwa Manassesa
- Psalm 151

W tradycji prawosławia rosyjskiego I gruzińskiego, a także etiopskiej koptyjskiego, występuje również księga znana jako 2(3/4) Księga Ezdrasza, która zawiera w sobie Księgę Ezdrasza i Księgę Nehemiasza. Kanon etiopski zawiera dodatkowo Księgę Henocha, Księgę Jubileuszów, 1, 2 i 3 Księgę Mekabiego (różne od Ksiąg Machabejskich) oraz 4 Księgę Barucha. Z kolei kanon syryjski zawiera również księgę uznawaną jako apokryf – 2 Księgę Barucha oraz Psalmy 152-155.

### Kanon protestancki
W XVI w. Marcin Luter, podobnie jak niektórzy inni katoliccy bibliści owego czasu, przyjął założenie, że kanon hebrajski jest bardziej pierwotny niż zbiór ksiąg uznawanych dotychczas przez większość chrześcijaństwa. Odrzucił księgi w nim niewystępujące, zachowując tradycyjny chrześcijański układ pism. W chrześcijaństwie rozgorzała trwająca do dziś dyskusja, które księgi powinny należeć do kanonu. Pisma odrzucone przez Lutra nazwano deuterokanonicznymi. Większa liczba ksiąg wynika z innego podziału (według podziału hebrajskiego prorocy mniejsi i niektóre inne księgi stanowią całość i dlatego kanon żydowski tradycyjnie liczy 24 księgi).
Nazwy ksiąg zgodnie z Biblią warszawską; w nawiasie odpowiedniki nazw w katolickiej Biblii Tysiąclecia.
Księgi historyczne
- Prawo – (Pięcioksiąg Mojżesza)

1.    Pierwsza Księga Mojżeszowa (Księga Rodzaju)
2.    Druga Księga Mojżeszowa (Księga Wyjścia)
3.    Trzecia Księga Mojżeszowa (Księga Kapłańska)
4.    Czwarta Księga Mojżeszowa (Księga Liczb)
5.    Piąta Księga Mojżeszowa (Księga Powtórzonego Prawa)
- Pozostałe księgi historyczne

6.    Księga Jozuego
7.    Księga Sędziów
8.    Księga Rut
9.    1 Księga Samuela
10.   2 Księga Samuela
11.   1 Księga Królewska
12.   2 Księga Królewska
13.   1 Księga Kronik
14.   2 Księga Kronik
15.   Księga Ezdrasza
16.   Księga Nehemiasza
17.   Księga Estery
Księgi mądrościowe (dydaktyczne)
18.   Księga Joba (Hioba)
19.   Księga Psalmów
20.   Przypowieści Salomona (Księga Przysłów)
21.   Księga Kaznodziei Salomona (Księga Koheleta)
22.   Pieśń nad pieśniami
Księgi prorockie
- Prorocy więksi

23.   Księga Izajasza
24.   Księga Jeremiasza
25.   Treny Jeremiasza (Lamentacje)
26.   Księga Ezechiela
27.   Księga Daniela
- Prorocy mniejsi

28.   Księga Ozeasza
29.   Księga Joela
30.   Księga Amosa
31.   Księga Abdiasza
32.   Księga Jonasza
33.   Księga Micheasza
34.   Księga Nahuma
35.   Księga Habakuka
36.   Księga Sofoniasza
37.   Księga Aggeusza
38.   Księga Zachariasza
39.   Księga Malachiasza

## Tabela ksiąg Starego Testamentu
| Tanach – Biblia Hebrajska (24 księgi)                                                             | Protestantyzm (39 ksiąg)                    | Katolicyzm (46 ksiąg)     | Prawosławie (51 ksiąg)                        | Etiopski Kościół Ortodoksyjny (46 ksiąg)             | Siglum                | Nazwa łacińska         | Język oryginału          | Liczba rozdziałów | Kategoria                    | Czas powstania (ok., p.n.e.) |
| ------------------------------------------------------------------------------------------------- | ------------------------------------------- | ------------------------- | --------------------------------------------- | ---------------------------------------------------- | --------------------- | ---------------------- | ------------------------ | ----------------- | ---------------------------- | ---------------------------- |
| Bereszit                                                                                          | 1 Księga Mojżeszowa                         | Księga Rodzaju            | Księga Rodzaju                                | Księga Rodzaju                                       | Rdz                   | Liber Genesis          | hebrajski                | 50                | PIĘCIOKSIĄG                  | IX-V w.                      |
| Szemot                                                                                            | 2 Księga Mojżeszowa                         | Księga Wyjścia            | Księga Wyjścia                                | Księga Wyjścia                                       | Wj                    | Liber Exodus           | hebrajski                | 40                | PIĘCIOKSIĄG                  | IX-V w.                      |
| Wajjikra                                                                                          | 3 Księga Mojżeszowa                         | Księga Kapłańska          | Księga Kapłańska                              | Księga Kapłańska                                     | Kpł                   | Liber Leviticus        | hebrajski                | 27                | PIĘCIOKSIĄG                  | IX-V w.                      |
| Bemidbar                                                                                          | 4 Księga Mojżeszowa                         | Księga Liczb              | Księga Liczb                                  | Księga Liczb                                         | Lb                    | Liber Numeri           | hebrajski                | 36                | PIĘCIOKSIĄG                  | IX-V w.                      |
| Dewarim                                                                                           | 5 Księga Mojżeszowa                         | Księga Powtórzonego Prawa | Księga Powtórzonego Prawa                     | Księga Powtórzonego Prawa                            | Pwt                   | Liber Deuteronomium    | hebrajski                | 34                | PIĘCIOKSIĄG                  | IX-V w.                      |
| Jehoszua                                                                                          | Księga Jozuego                              | Księga Jozuego            | Księga Jozuego                                | Księga Jozuego                                       | Joz                   | Liber Iosue            | hebrajski                | 24                | pozostałe KSIĘGI HISTORYCZNE |                              |
| Szoftim                                                                                           | Księga Sędziów                              | Księga Sędziów            | Księga Sędziów                                | Księga Sędziów                                       | Sdz                   | Liber Iudicum          | hebrajski                | 21                | pozostałe KSIĘGI HISTORYCZNE |                              |
| Rut                                                                                               | Księga Rut                                  | Księga Rut                | Księga Rut                                    | Księga Rut                                           | Rt                    | Liber Ruth             | hebrajski                | 4                 | pozostałe KSIĘGI HISTORYCZNE |                              |
| Szemuel                                                                                           | 1 Księga Samuela                            | 1 Księga Samuela          | 1 Księga Samuela [tradycyjnie: 1 Królewska]   | 1-2 Księga Samuela                                   | 1Sm                   | Liber I Samuelis       | hebrajski                | 31                | pozostałe KSIĘGI HISTORYCZNE |                              |
| Szemuel                                                                                           | 2 Księga Samuela                            | 2 Księga Samuela          | 2 Księga Samuela [tradycyjnie: 2 Królewska]   | 1-2 Księga Samuela                                   | 2Sm                   | Liber II Samuelis      | hebrajski                | 24                | pozostałe KSIĘGI HISTORYCZNE |                              |
| Melachim                                                                                          | 1 Księga Królewska                          | 1 Księga Królewska        | 1 Księga Królewska [tradycyjnie: 3 Królewska] | 1-2 Księga Królewska                                 | 1Krl                  | Liber I Regum          | hebrajski                | 22                | pozostałe KSIĘGI HISTORYCZNE |                              |
| Melachim                                                                                          | 2 Księga Królewska                          | 2 Księga Królewska        | 2 Księga Królewska[tradycyjnie: 4 Królewska]  | 1-2 Księga Królewska                                 | 2Krl                  | Liber II Regum         | hebrajski                | 25                | pozostałe KSIĘGI HISTORYCZNE |                              |
| Diwrej Hajamim                                                                                    | 1 Księga Kronik                             | 1 Księga Kronik           | 1 Księga Kronik                               | 1 Księga Kronik                                      | 1Krn                  | Liber I Paralipomenon  | hebrajski                | 29                | pozostałe KSIĘGI HISTORYCZNE |                              |
| Diwrej Hajamim                                                                                    | 2 Księga Kronik                             | 2 Księga Kronik           | 2 Księga Kronik                               | 2 Księga Kronik                                      | 2Krn                  | Liber II Paralipomenon | hebrajski                | 36 [37]           | pozostałe KSIĘGI HISTORYCZNE |                              |
|                                                                                                   |                                             |                           |                                               | Księga Jubileuszów                                   | Jub                   | brak                   | hebrajski                | 50                | pozostałe KSIĘGI HISTORYCZNE |                              |
| Księga Henocha                                                                                    | Hen                                         | hebrajski                 | 108                                           |                                                      |                       | brak                   |                          |                   | pozostałe KSIĘGI HISTORYCZNE |                              |
|                                                                                                   |                                             |                           | 3 Księga Ezdrasza [tradycyjnie: 1 Ezdrasza]   | 3 Księga Ezdrasza [tradycyjnie: 2 Ezdrasza]          | 1Ezd                  | Liber III Esdrae       | hebrajski                | 9                 | pozostałe KSIĘGI HISTORYCZNE |                              |
| Ezra wuNechemia                                                                                   | Księga Ezdrasza                             | Księga Ezdrasza           | Księga Ezdrasza [tradycyjnie: 2 Ezdrasza]     | Księga Ezdrasza [tradycyjnie: 1 Ezdrasza]            | Ezd [2Ezd]            | Liber Esdrae           | hebrajski i aramejski    | 10                | pozostałe KSIĘGI HISTORYCZNE |                              |
| Ezra wuNechemia                                                                                   | Księga Nehemiasza                           | Księga Nehemiasza         | Księga Nehemiasza [tradycyjnie: 2 Ezdrasza]   | Księga Nehemiasza [tradycyjnie: 1 Ezdrasza]          | Ne [2Ezd]             | Liber Nehemiae         | hebrajski                | 13                | pozostałe KSIĘGI HISTORYCZNE |                              |
|                                                                                                   |                                             | Księga Tobiasza           | Księga Tobiasza                               | Księga Tobiasza                                      | Tb                    | Liber Thobis           | aramejski (i hebrajski?) | 14                | pozostałe KSIĘGI HISTORYCZNE | III-II w.                    |
| Księga Judyty                                                                                     | Księga Judyty                               | Księga Judyty             | Jdt                                           | Liber Iudith                                         | hebrajski             | 16                     |                          |                   | pozostałe KSIĘGI HISTORYCZNE |                              |
| Esther                                                                                            | Księga Estery                               | Księga Estery             | Księga Estery                                 | Księga Estery                                        | Est                   | Liber Esther           | hebrajski                | 10                | pozostałe KSIĘGI HISTORYCZNE |                              |
|                                                                                                   |                                             | 1 Księga Machabejska      | 1 Księga Machabejska                          |                                                      | 1Mch                  | Liber I Maccabeorum    | hebrajski                | 16                | pozostałe KSIĘGI HISTORYCZNE |                              |
| 2 Księga Machabejska                                                                              | 2 Księga Machabejska                        | 2Mch                      | Liber II Maccabeorum                          | grecki                                               | 15                    |                        |                          |                   | pozostałe KSIĘGI HISTORYCZNE |                              |
|                                                                                                   |                                             |                           | 3 Księga Machabejska                          | 3Mch                                                 | Liber III Maccabeorum | grecki                 | 7                        |                   | pozostałe KSIĘGI HISTORYCZNE |                              |
| 4 Księga Machabejska (czytana tylko w Gruzińskim Kościele Prawosławnym)                           | 4Mch                                        | Liber IV Maccabeorum      | grecki                                        | 18                                                   |                       |                        |                          |                   | pozostałe KSIĘGI HISTORYCZNE |                              |
| 4 Księga Ezdrasza [tradycyjnie: 3 Ezdrasza] (kanoniczna tylko w Gruzińskim Kościele Prawosławnym) | 4 Księga Ezdrasza [tradycyjnie: 3 Ezdrasza] | 3Ezd                      | Liber IV Esdrae                               | aramejski (i hebrajski?)                             | 16                    |                        |                          |                   | pozostałe KSIĘGI HISTORYCZNE |                              |
|                                                                                                   |                                             |                           |                                               | 1-2-3 Księga Mekabiego                               | 1Mek 2Mek 3Mek        | brak                   | gyyz                     | 36 21 10          |                              |                              |
| Ijow                                                                                              | Księga Joba                                 | Księga Hioba              | Księga Hioba                                  | Księga Hioba                                         | Hi                    | Liber Iob              | hebrajski                | 42                | KSIĘGI MĄDROŚCIOWE           | V-III w.                     |
| Tehilim                                                                                           | Księga Psalmów                              | Księga Psalmów            | Księga Psalmów                                | Księga Psalmów                                       | Ps                    | Liber Psalmorum        | hebrajski                | 150 [151]         | KSIĘGI MĄDROŚCIOWE           |                              |
| Miszlei                                                                                           | Przypowieści Salomona                       | Księga Przysłów           | Księga Przysłów                               | Messale (rozdziały 1-24)                             | Prz                   | Liber Proverbiorum     | hebrajski                | 31                | KSIĘGI MĄDROŚCIOWE           |                              |
| Miszlei                                                                                           | Przypowieści Salomona                       | Księga Przysłów           | Księga Przysłów                               | Tagsas (rozdziały 25-31)                             | Prz                   | Liber Proverbiorum     | hebrajski                | 31                | KSIĘGI MĄDROŚCIOWE           |                              |
| Kohelet                                                                                           | Księga Kaznodziei Salomona                  | Księga Koheleta           | Księga Koheleta                               | Księga Koheleta                                      | Koh                   | Liber Ecclesiastes     | hebrajski                | 12                | KSIĘGI MĄDROŚCIOWE           |                              |
| Szir Haszirim                                                                                     | Pieśń nad pieśniami                         | Pieśń nad pieśniami       | Pieśń nad pieśniami                           | Pieśń nad pieśniami                                  | PnP                   | Canticum Canticorum    | hebrajski                | 8                 | KSIĘGI MĄDROŚCIOWE           | VI-III w.                    |
|                                                                                                   |                                             | Księga Mądrości           | Księga Mądrości                               | Księga Mądrości                                      | Mdr                   | Liber Sapientiae       | grecki                   | 19                | KSIĘGI MĄDROŚCIOWE           | II w.                        |
| Mądrość Syracha                                                                                   | Mądrość Syracha                             | Mądrość Syracha           | Syr                                           | Liber Ecclesiasticus                                 | hebrajski             | 50                     |                          |                   | KSIĘGI MĄDROŚCIOWE           |                              |
| Jeszajahu                                                                                         | Księga Izajasza                             | Księga Izajasza           | Księga Izajasza                               | Księga Izajasza                                      | Iz                    | Liber Isaiae           | hebrajski                | 66                | PROROCY WIĘKSI               | VI-V w.                      |
| Jiremijahu                                                                                        | Księga Jeremiasza                           | Księga Jeremiasza         | Księga Jeremiasza                             | Księga Jeremiasza (zawiera również 4 Księgę Barucha) | Jr                    | Liber Ieremiae         | hebrajski i aramejski    | 52                | PROROCY WIĘKSI               |                              |
| Eika                                                                                              | Treny Jeremiasza                            | Lamentacje Jeremiasza     | Lamentacje Jeremiasza                         | Księga Jeremiasza (zawiera również 4 Księgę Barucha) | Lm                    | Lamentationes [Threni] | hebrajski                | 5                 | PROROCY WIĘKSI               |                              |
|                                                                                                   |                                             | Księga Barucha            | Księga Barucha                                | Księga Jeremiasza (zawiera również 4 Księgę Barucha) | Ba                    | Liber Baruch           | hebrajski                | 6                 | PROROCY WIĘKSI               |                              |
| List Jeremiasza                                                                                   | Ls                                          | Księga Barucha            | grecki (opinia większości)                    | Księga Jeremiasza (zawiera również 4 Księgę Barucha) | 1                     | Liber Baruch           |                          |                   | PROROCY WIĘKSI               |                              |
| Jichzekel                                                                                         | Księga Ezechiela                            | Księga Ezechiela          | Księga Ezechiela                              | Księga Ezechiela                                     | Ez                    | Prophetia Ezechielis   | hebrajski                | 48                | PROROCY WIĘKSI               |                              |
| Daniel                                                                                            | Księga Daniela                              | Księga Daniela            | Księga Daniela                                | Księga Daniela                                       | Dn                    | Prophetia Danielis     | hebrajski i aramejski    | 12 [14]           | PROROCY WIĘKSI               | II w.                        |
| Trej Asar                                                                                         | Księga Ozeasza                              | Księga Ozeasza            | Księga Ozeasza                                | Księga Ozeasza                                       | Oz                    | Prophetia Osee         | hebrajski                | 14                | PROROCY MNIEJSI              |                              |
| Trej Asar                                                                                         | Księga Joela                                | Księga Joela              | Księga Joela                                  | Księga Joela                                         | Jl                    | Prophetia Ioel         | hebrajski                | 4                 | PROROCY MNIEJSI              |                              |
| Trej Asar                                                                                         | Księga Amosa                                | Księga Amosa              | Księga Amosa                                  | Księga Amosa                                         | Am                    | Prophetia Amos         | hebrajski                | 9                 | PROROCY MNIEJSI              |                              |
| Trej Asar                                                                                         | Księga Abdiasza                             | Księga Abdiasza           | Księga Abdiasza                               | Księga Abdiasza                                      | Ab                    | Prophetia Abdiae       | hebrajski                | 1                 | PROROCY MNIEJSI              | IX w.                        |
| Trej Asar                                                                                         | Księga Jonasza                              | Księga Jonasza            | Księga Jonasza                                | Księga Jonasza                                       | Jon                   | Prophetia Ionae        | hebrajski                | 4                 | PROROCY MNIEJSI              | V-IV w.                      |
| Trej Asar                                                                                         | Księga Micheasza                            | Księga Micheasza          | Księga Micheasza                              | Księga Micheasza                                     | Mi                    | Prophetia Michaeae     | hebrajski                | 7                 | PROROCY MNIEJSI              | VII-VI w.                    |
| Trej Asar                                                                                         | Księga Nahuma                               | Księga Nahuma             | Księga Nahuma                                 | Księga Nahuma                                        | Na                    | Prophetia Nahum        | hebrajski                | 3                 | PROROCY MNIEJSI              |                              |
| Trej Asar                                                                                         | Księga Habakuka                             | Księga Habakuka           | Księga Habakuka                               | Księga Habakuka                                      | Ha                    | Prophetia Habacuc      | hebrajski                | 3                 | PROROCY MNIEJSI              |                              |
| Trej Asar                                                                                         | Księga Sofoniasza                           | Księga Sofoniasza         | Księga Sofoniasza                             | Księga Sofoniasza                                    | So                    | Prophetia Sophoniae    | hebrajski                | 3                 | PROROCY MNIEJSI              |                              |
| Trej Asar                                                                                         | Księga Aggeusza                             | Księga Aggeusza           | Księga Aggeusza                               | Księga Aggeusza                                      | Ag                    | Prophetia Aggaei       | hebrajski                | 2                 | PROROCY MNIEJSI              |                              |
| Trej Asar                                                                                         | Księga Zachariasza                          | Księga Zachariasza        | Księga Zachariasza                            | Księga Zachariasza                                   | Za                    | Prophetia Zachariae    | hebrajski                | 14                | PROROCY MNIEJSI              | VI-V w.                      |
| Trej Asar                                                                                         | Księga Malachiasza                          | Księga Malachiasza        | Księga Malachiasza                            | Księga Malachiasza                                   | Ml                    | Prophetia Malachiae    | hebrajski                | 3                 | PROROCY MNIEJSI              |                              |
|                                                                                                   |                                             |                           |                                               | Josippon                                             | Jos                   | brak                   | hebrajski                |                   |                              |                              |

Łączna liczba rozdziałów: 
- 1103 (kanon prawosławny)
- 1067 (kanon katolicki)